# 中約克 (英國國會選區)
中約克（英語：York Central），英國國會一自治市選區，包括英格蘭約克郡-亨伯北約克郡約克市中心。四周被外約克選區所包圍。
始於2010年。在2010年大選中工黨原任約約克市選區議員的休·貝里以40.0%選票勝出該區連任。